# Język krymskotatarski
Język krymskotatarski (krymskotat. Qırımtatar tili, Qırımtatarca, Къырымтатар тили, Къырымтатарджа), język krymski (krymskotat. Qırım tili, Qırımca, Къырым тили, Къырымджа) – język Tatarów Krymskich, tradycyjnie zaliczany w skład podgrupy kipczacko-połowieckiej kipczackiej grupy języków tureckich.

## Liczebność i rozkład geograficzny
Językiem krymskotatarskim posługuje się na co dzień około 350 tysięcy osób, w tym około 250 tysięcy na Krymie. W dalszej kolejności mówiący tym językiem zamieszkują Turcję i Azję Środkową, głównie Uzbekistan. Istotna diaspora posługująca się tym językiem zamieszkuje w Rumunii i Bułgarii – łącznie nie więcej niż 30 tysięcy.

## Dialekty
Każda z trzech grup etnicznych Tatarów Krymskich posiada własny dialekt. Można wyróżnić następujące dialekty:
- południowy, zbliżony do języków oguzyjskich. Ma różnić się od tureckiego języka literackiego niewiele mniej, niż niektóre dialekty tego języka. Ze względu na zaszłości historyczne osobliwością tego dialektu są liczne zapożyczenia greckie i włoskie.
- stepowy, zbliżony do języka kipczackiego. Posługuje się nim większość Tatarów w Turcji oraz w Rumunii i Bułgarii.
- średni, inaczej górski, najbardziej rozpowszechniony, pośredni między dwoma poprzednimi i z obu czerpiący. Jest podstawą współczesnego literackiego języka krymskotatarskiego[1].

## Historia
Trzy dość odległe od siebie dialekty języka krymskotatarskiego ukształtowały się na skutek złożonej historii regionu i samych Tatarów Krymskich.
Współczesny rozdział dziejów języka otwiera działalność İsmaila Gaspıralı, który podjął się trudu dźwignięcia języka krymskotatarskiego z upadku, wywołanego włączeniem Krymu w skład Imperium Rosyjskiego, i który zapoczątkował odrodzenie tego języka i stworzył jego wariant literacki, bazujący, w odróżnieniu od dzisiejszego, na dialekcie południowym.
W 1928 zebrana na Krymie konferencja lingwistyczna uchwaliła powołanie nowego języka literackiego, opartego na dialekcie średnim, który jako wariant niejako kompromisowy dla dwóch pozostałych, jest dla wszystkich równo zrozumiały, a przy tym – najczęściej używany.
Od 12 stycznia 2012 roku działa Wikipedia w języku krymskotatarskim. 

## Alfabety
Do 1928 roku język krymskotatarski zapisywano alfabetem arabskim, następnie do 1939 roku – łacińskim, a od 1939 roku – cyrylicą. Od lat 90. XX wieku następuje przechodzenie na alfabet łaciński. Nie jest to jednak przywrócenie starego alfabetu, ale zapożyczenie i modyfikacja alfabetu języka tureckiego. Obecnie równolegle używa się zarówno alfabetu łacińskiego, jak i cyrylicy. Cyrylica przeważa w wydawnictwach książkowych, a alfabet łaciński – w Internecie. Cyrylica jest również używana urzędowo do zapisu języka krymskotatarskiego na terytorium Ukrainy.
Łaciński alfabet języka krymskotatarskiego:
| A a | B b | C c | Ç ç | D d | E e | F f | G g |
| Ğ ğ | H h | I ı | İ i | J j | K k | L l | M m |
| N n | Ñ ñ | O o | Ö ö | P p | Q q | R r | S s |
| Ş ş | T t | U u | Ü ü | V v | Y y | Z z |     |

- с – dż
- ç – cz
- ğ – h dźwięczne
- h – ch
- ı – y
- j – ż
- ñ – jak ng angielskie w slowie sing
- ö – składamy wargi jak do głoski o i wymawiamy e (niemieckie ö).
- q – podobne do k
- ş – sz
- ü składamy wargi jak do głoski u i wymawiamy i (niemieckie ü).
- y – j
- â – lâ – la, kâ — kia.

| Międzynarodowy alfabet fonetyczny | Międzynarodowy alfabet fonetyczny | Międzynarodowy alfabet fonetyczny | Międzynarodowy alfabet fonetyczny | Międzynarodowy alfabet fonetyczny | Międzynarodowy alfabet fonetyczny | Międzynarodowy alfabet fonetyczny | Międzynarodowy alfabet fonetyczny | Międzynarodowy alfabet fonetyczny | Międzynarodowy alfabet fonetyczny | Międzynarodowy alfabet fonetyczny | Międzynarodowy alfabet fonetyczny | Międzynarodowy alfabet fonetyczny | Międzynarodowy alfabet fonetyczny | Międzynarodowy alfabet fonetyczny | Międzynarodowy alfabet fonetyczny | Międzynarodowy alfabet fonetyczny | Międzynarodowy alfabet fonetyczny | Międzynarodowy alfabet fonetyczny | Międzynarodowy alfabet fonetyczny | Międzynarodowy alfabet fonetyczny | Międzynarodowy alfabet fonetyczny | Międzynarodowy alfabet fonetyczny | Międzynarodowy alfabet fonetyczny | Międzynarodowy alfabet fonetyczny | Międzynarodowy alfabet fonetyczny | Międzynarodowy alfabet fonetyczny | Międzynarodowy alfabet fonetyczny | Międzynarodowy alfabet fonetyczny | Międzynarodowy alfabet fonetyczny | Międzynarodowy alfabet fonetyczny |
| --------------------------------- | --------------------------------- | --------------------------------- | --------------------------------- | --------------------------------- | --------------------------------- | --------------------------------- | --------------------------------- | --------------------------------- | --------------------------------- | --------------------------------- | --------------------------------- | --------------------------------- | --------------------------------- | --------------------------------- | --------------------------------- | --------------------------------- | --------------------------------- | --------------------------------- | --------------------------------- | --------------------------------- | --------------------------------- | --------------------------------- | --------------------------------- | --------------------------------- | --------------------------------- | --------------------------------- | --------------------------------- | --------------------------------- | --------------------------------- | --------------------------------- |
| а                                 | b                                 | c                                 | ç                                 | d                                 | e                                 | f                                 | g                                 | ğ                                 | h                                 | ı                                 | i                                 | j                                 | k                                 | l                                 | m                                 | n                                 | ñ                                 | o                                 | ö                                 | p                                 | q                                 | r                                 | s                                 | ş                                 | t                                 | u                                 | ü                                 | v                                 | y                                 | z                                 |
| [a]                               | [b]                               | [ʤ]                               | [ʧ]                               | [d]                               | [e]                               | [f]                               | [g]                               | [ɣ]                               | [x]                               | [ɯ]                               | [i], [ɪ]                          | [ʒ]                               | [k]                               | [l]                               | [m]                               | [n]                               | [ŋ]                               | [o]                               | [ø]                               | [p]                               | [q]                               | [r]                               | [s]                               | [ʃ]                               | [t]                               | [u]                               | [y]                               | [v], [w]                          | [j]                               | [z]                               |

Cyrylica języka krymskotatarskiego:
| А а | Б б   | В в | Г г | Гъ гъ | Д д   | Е е | Ё ё |
| Ж ж | З з   | И и | Й й | К к   | Къ къ | Л л | М м |
| Н н | Нъ нъ | О о | П п | Р р   | С с   | Т т | У у |
| Ф ф | Х х   | Ц ц | Ч ч | Дж дж | Ш ш   | Щ щ | Ъ ъ |
| Ы ы | Ь ь   | Э э | Ю ю | Я я   |       |     |     |